# Hypolimnas lifuana
Hypolimnas lifuana är en fjärilsart som beskrevs av Butler 1877. Hypolimnas lifuana ingår i släktet Hypolimnas och familjen praktfjärilar. Inga underarter finns listade i Catalogue of Life.